# Hosszú László
dr. Hosszú László (Szilágysomlyó, 1913. március 24. –‎ Nagyvárad, 1983. március 6.) a nagyváradi római katolikus egyházmegye ordináriusa, általános helynöke, meszesmenti címzetes apát, apostoli protonotarius.

## Életpályája
1929-től Nagyváradon tanult, 1936-ban Rómában szerzett egyházjogi doktorátust. Évfolyamtársa volt többek között Lékai László és Ópalotai János.[forrás?] Zilahon, Nagyváradon, Kárászteleken,Tenkén szolgált.
1939. október 14-én a román hatóságok szervezkedés vádjával letartóztatták, a kolozsvári hadbíróság börtönében megkínozták, majd a magyar kormány és a Vatikán közbenjárására szabadon bocsátották, és állampolgárságától megfosztva kitoloncolták. 1940-ben a második bécsi döntést követően visszatért Nagyváradra, ahol a Hittudományi Főiskola tanára lett. 1944 őszén Debrecenbe, majd Gyulára menekült. Rövid (1945. március – 1946. szeptember) katonáskodás után Nagyváradon teológiai tanárként dolgozott, 1949-től a püspökség munkatársa volt, majd 1951–1955 között a gyulafehérvári szemináriumban tanított. 1955-től Tenke, 1958–1981 között Biharpüspöki plébánosaként tevékenykedett. 1968. szeptember 6-tól Bélteki Ferenc utódaként az egyházmegye általános helynöke lett.
1980. október 8-án részt vett Rómában a Magyarok Nagyasszonya-kápolna felszentelésén. Az ünnepség után fogadta II. János Pál pápa.[forrás?] 1981-ben jelent meg műve Álmom a szeretet és a béke címmel.
Nyugdíjba vonulásakor, 1982. június 27-én utóda, Dászkál István búcsúztatta a nagyváradi székesegyházban. Temetési szertartását 1983. március 10-én tartották ugyanott. Sírja a biharpüspöki Szent Lőrinc-templomban, a mellékoltár mellett található. Halála huszonötödik évfordulóján, 2008. március 8-án Tempfli József nagyváradi megyés püspök celebrált misét. A megemlékező beszédet Fodor József vikárius tartotta.